# Ацетат лютеция
Ацетат лютеция — химическое соединение,
соль лютеция и уксусной кислоты с формулой Lu(CH3COO)3,
бесцветные кристаллы,
растворяется в воде,
образует кристаллогидраты.

## Получение
- Растворение оксида лютеция в уксусной кислоте:

{\displaystyle {\mathsf {Lu_{2}O_{3}+6CH_{3}COOH\ {\xrightarrow {}}\ 2Lu(CH_{3}COO)_{3}+3H_{2}O}}}

## Физические свойства
Ацетат лютеция образует бесцветные кристаллы.
Растворяется в воде.
Образует кристаллогидраты состава Lu(CH3COO)3•n H2O, где n = 1 и 4.